# 容声
容声（Ronshen）是海信家電旗下的一個冰箱品牌，該品牌最早由廣東省順德縣容奇鎮工業辦副主任潘寧於1984年在順德縣創辦的廣東省順德珠江冰箱廠所持有。1988年，廣東省順德珠江冰箱廠更名為廣東珠江冰箱廠。1992年，珠江冰箱廠更名為廣東科龍電器股份有限公司。1996年和1999年，科龍電器分別在香港證券交易所和深圳證券交易所上市。2005年，科龍被海信收購。2007年，廣東科龍電器股份有限公司更名為海信科龍電器股份有限公司。

## 外部連結
- 官方网站